# Grupul Verzilor/Alianța Liberă Europeană
Grupul Verzilor/Alianța Liberă Europeană este un grup politic tânăr din Parlamentul European, în condițiile în care primele partide ecologice au apărut în anii '70, militează pentru garantarea unui echilibru adecvat între reformele economice și interesele sociale ale indivizilor.
Format în urma alegerilor europene din 1999 pentru al 5-lea Parlament European, grupul Verzilor/ALE este acum format din patru partide politice europene distincte, și anume Partidul Verde European mai mare (EGP) și Alianța Liberă Europeană (ALE) și Partidul Pirat European mai mic și Volt Europa. ALE este formată din partide care reprezintă națiuni fără stat, interese regionale și politice minoritare. Grupul și-a limitat în general membrii la partidele progresiste. La aceste partide europene li se alătură deputații europeni din partide naționale neafiliate, care au inclus Europa Olandeză Transparentă (2004-2009) și partidele pirate suedeze (2009-2014), germane (2014–) și cehe (2019–).

## Membrii grupului

### Al 9-lea Parlament European

Verzii - Alianța Liberă Europeană are deputați în 15 state membre. Verde închis indică statele membre care trimit mai mulți europarlamentari, verde deschis indică statele membre care trimit un singur europarlamentar.

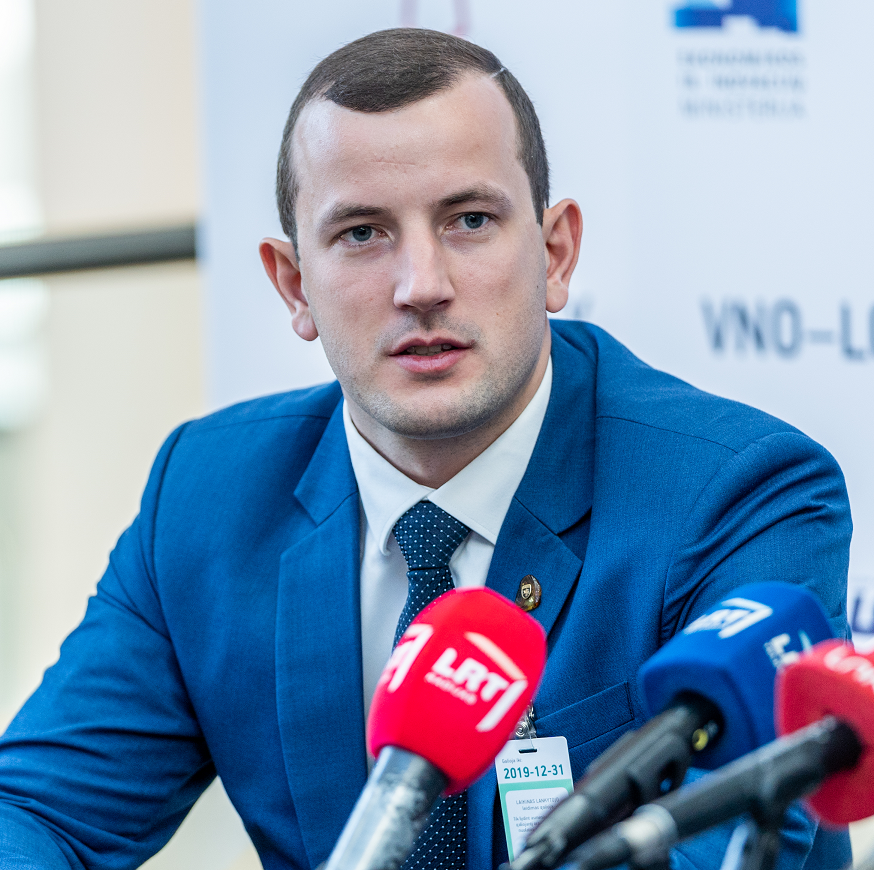
Virginijus Sinkevičius, comisar european din Lituania.

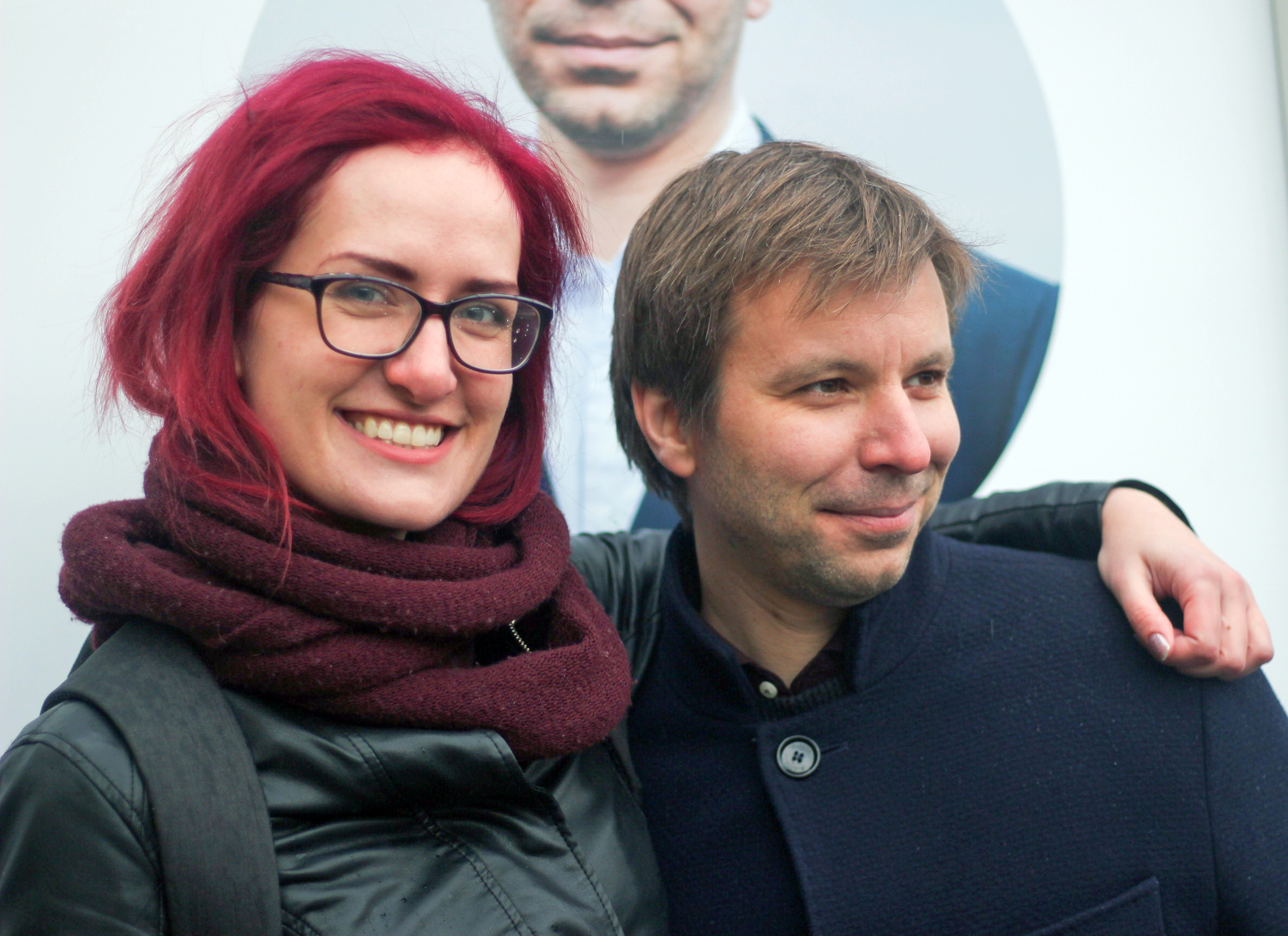
Partidul Pirat Ceh membri ai Verzilor / ALE Markéta Gregorová și Marcel Kolaja

| Stat              | Partid național                                                                            | Partid european | Partid european | MEPs     |
| ----------------- | ------------------------------------------------------------------------------------------ | --------------- | --------------- | -------- |
| Austria           | Verzii – Alternativa Verde Die Grünen – Die Grüne Alternative (Grüne)                      |                 | EGP             | 3 / 19   |
| Belgia            | Ecolo                                                                                      |                 | EGP             | 2 / 8    |
| Belgia            | Groen                                                                                      |                 | EGP             | 1 / 12   |
| Czech Republic    | Partidul Pirat Ceh Česká pirátská strana (Piráti)                                          |                 | PPEU            | 3 / 21   |
| Danemarca         | Partidul Popular Socialist Socialistisk Folkeparti (SF)                                    |                 | EGP             | 2 / 14   |
| Finlanda          | Liga Verde Vihreä liitto (Vihr.)                                                           |                 | EGP             | 3 / 14   |
| Franța            | Europa Ecologică - Verzii Europe Écologie Les Verts (EELV)                                 |                 | EGP             | 10 / 79  |
| Franța            | Alianța Ecologică Indepedentă Alliance écologiste indépendante (AEI)                       |                 | None            | 2 / 79   |
| Franța            | Partidul Națiunii Corsicane Partitu di a Nazione Corsa (PNC)                               |                 | EFA             | 1 / 79   |
| Germania          | Bündnis 90/Die Grünen (Grüne)                                                              |                 | EGP             | 21 / 96  |
| Germania          | Partidul Pirat Piratenpartei Deutschland (Piraten)                                         |                 | PPEU            | 1 / 96   |
| Germania          | Partidul Democrat Ecologic Ökologisch-Demokratische Partei (ÖDP)                           |                 | Nu are          | 1 / 96   |
| Germania          | Volt                                                                                       |                 | Volt Europa     | 1 / 96   |
| Germania          | Independent                                                                                |                 | Nu are          | 1 / 96   |
| Italia            | Independent                                                                                |                 | Nu are          | 4 / 76   |
| Irlanda           | Partidul Verde Comhaontas Glas                                                             |                 | EGP             | 2 / 13   |
| Letonia           | Uniunea Rusă Letonă Latvijas Krievu savienība (LKS)                                        |                 | EFA             | 1 / 8    |
| Lituania          | Uniunea Fermierilor și Verzilor din Lituania Lietuvos valstiečių ir žaliųjų sąjunga (LVŽS) |                 | Nu are          | 2 / 11   |
| Luxemburg         | Verzii Déi Gréng (DG)                                                                      |                 | EGP             | 1 / 6    |
| Țările de Jos     | GroenLinks                                                                                 |                 | EGP             | 3 / 29   |
| Polonia           | Independent                                                                                |                 | Nu are          | 1 / 52   |
| Portugalia        | Independent                                                                                |                 | Nu are          | 1 / 21   |
| Spania            | Stânga Republicană din Catalonia Esquerra Republicana de Catalunya (ERC)                   |                 | EFA             | 2 / 59   |
| Spania            | Catalonia în Comun Catalunya en Comú (CatComú)                                             |                 | EGP             | 1 / 59   |
| Suedia            | Partidul Verde Miljöpartiet de gröna (MP)                                                  |                 | EGP             | 3 / 21   |
| Uniunea Europeană | Total                                                                                      | Total           | Total           | 73 / 705 |

### Al 8-lea Parlament European
| Stat              | Partid Național                              | Partid European | Partid European | MEPs 2014 |
| ----------------- | -------------------------------------------- | --------------- | --------------- | --------- |
| Austria           | Verzii – Alternativa Verde                   |                 | EGP             | 3 / 18    |
| Belgia            | Ecolo                                        |                 | EGP             | 1 / 21    |
| Belgia            | Verde                                        |                 | EGP             | 1 / 21    |
| Croația           | ORaH                                         |                 | EGP             | 1 / 11    |
| Danemarca         | Partidul Popular Socialist                   |                 | EGP             | 1 / 13    |
| Estonia           | Indrek Tarand (independent)                  |                 | Independent     | 1 / 6     |
| Finlanda          | Liga Verde                                   |                 | EGP             | 1 / 13    |
| Franța            | Europa Ecologică – Verzii                    |                 | EGP             | 6 / 74    |
| Germania          | Bündnis 90/Die Grünen                        |                 | EGP             | 11 / 96   |
| Germania          | Partidul Pirat                               |                 | PPEU            | 1 / 96    |
| Germania          | Partidul Democrat Ecologist                  |                 | Nu are          | 1 / 96    |
| Ungaria           | Politica poate să fie Altfel                 |                 | EGP             | 1 / 21    |
| Ungaria           | Dialog pentru Ungaria                        |                 | Nu are          | 1 / 21    |
| Italia            | Federația Verzilor                           |                 | EGP             | 1 / 73    |
| Letonia           | Uniunea Rusă Letonă                          |                 | EFA             | 1 / 8     |
| Lituania          | Uniunea Fermierilor și Verzilor din Lituania |                 | Nu are          | 1 / 11    |
| Luxemburg         | Verzii                                       |                 | EGP             | 1 / 6     |
| Țările de Jos     | StângaVerde                                  |                 | EGP             | 2 / 26    |
| Spania            | Stânga Republicană din Catalonia             |                 | EFA             | 1 / 54    |
| Spania            | Inițiativa pentru Catalonia Verzii           |                 | EGP             | 1 / 54    |
| Spania            | Coaliția Compromisului                       |                 | EFA             | 1 / 54    |
| Spania            | Noua Stângă Catalană                         |                 | EFA             | 1 / 54    |
| Slovenia          | Verjamem                                     |                 | Nu are          | 1 / 8     |
| Suedia            | Partidul Verde                               |                 | EGP             | 4 / 20    |
| UK                | Partidul Verde din Anglia și Țara Galilor    |                 | EGP             | 3 / 73    |
| UK                | Partidul Național Scoțian                    |                 | EFA             | 2 / 73    |
| UK                | Plaid Cymru – Party of Wales                 |                 | EFA             | 1 / 73    |
| Uniunea Europeană | Total                                        | Total           | Total           | 52 / 751  |

## Rezultate
| Election year      | No. of overall seats won | +/–  |
| ------------------ | ------------------------ | ---- |
| 1999               | 48 / 626                 | ▲ 48 |
| 2004               | 42 / 732                 | ▼ 6  |
| 2009               | 55 / 736                 | ▲ 13 |
| 2014               | 50 / 751                 | ▼ 5  |
| 2019 (pre-Brexit)  | 74 / 751                 | ▲ 24 |
| 2019 (post-Brexit) | 69 / 705                 | ▼ 5  |

## Legături externe
- Grupul Verzilor/Alianța Liberă Europeană Arhivat în 22 februarie 2012, la Wayback Machine.